# سرای شله
سرای شله (شالی) مربوط به دوره قاجار است و در اصفهان، میدان نقش جهان، بازار بزرگ، ابتدای قیصریه واقع شده و این اثر در تاریخ ۲۳ شهریور ۱۳۸۲ با شمارهٔ ثبت ۱۰۲۳۰ به‌عنوان یکی از آثار ملی ایران به ثبت رسیده است.